# A Piece of Cake
A Piece of Cake – trzecia EP-ka zespołu Cake wydana w roku 1996. Została wydana przed zaprezentowaniem longplaya Fashion Nugget. Zaprezentowany został późniejszy singiel „The Distance”. Jest na tej płycie nagrany dwukrotnie – raz na początku i na końcu.

## Spis utworów
1. „The Distance” – 3:00
2. „Friend is a Four Letter Word” – 3:17
3. „Daria” 3:44
4. „Open Book” – 3:44
5. „Frank Sinatra” – 3:58
6. „The Distance” – 3:00